# American Chemical Society
L'American Chemical Society (ACS) è una società scientifica e associazione professionale degli Stati Uniti d'America, attiva nel settore della ricerca scientifica in chimica.

## Attività
Fondata nel 1876, l'ACS contava nel 2009 oltre 158 000 membri in tutti i settori della chimica e dell'ingegneria chimica. Organizza ogni anno due convegni negli Stati Uniti, che coprono tutto il campo della chimica, e un gran numero di piccole conferenze su argomenti specifici.

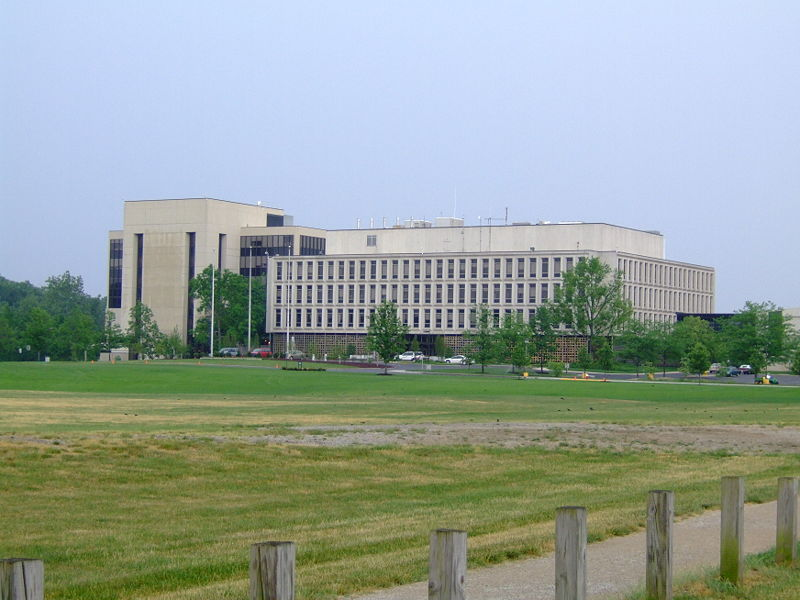
Columbus, Ohio, Sede del Chemical Abstracts Service, divisione dell'American Chemical Society

Il settore editoriale dell'ACS pubblica oltre venti importanti riviste scientifiche (la più antica di esse, il Journal of the American Chemical Society, è stata fondata nel 1879) e diverse collane di libri. La principale fonte di reddito è data dalle pubblicazioni e soprattutto dal Chemical Abstracts Service, una divisione dell'ACS che dal 1907 fornisce un servizio bibliografico nell'ambito delle scienze chimiche.
L'American Chemical Society ha anche un dipartimento per la formazione dal quale provengono numerosi testi specialistici relativi ai vari settori della chimica. Sponsorizza inoltre la Nazionale olimpica di chimica degli Stati Uniti, che ha il compito di selezionare la squadra degli studenti che rappresenteranno gli Stati Uniti nelle Olimpiadi internazionali della chimica.
Molte critiche sono state rivolte all'ACS dalla comunità scientifica sulla gestione strettamente commerciale dell'informazione, in particolare sulla lotta dell'ACS contro le istituzioni che forniscono informazioni scientifiche gratuitamente. L'ACS si è infatti opposta alla creazione di PubChem, un database sulle sostanze chimiche gestito dal National Center for Biotechnology Information il cui accesso è libero, sul modello di PubMed. Secondo l'autorevole rivista Nature, l'ACS ha assunto una agenzia di pubbliche relazioni per tentare di fermare il movimento dell'open access. Scientific American ha invece riferito che l'ACS ha speso oltre 200000 $ per ingaggiare la Wexler & Walker Public Policy Association affinché svolgesse attività di lobby contro l'open access.